# PLED
PLED (z ang. Polymer Light-Emitting Diode) – polimerowe organiczne wyświetlacze elektroluminescencyjne wytwarzane w technologii materiałów emitujących światło LEP oparte na polimerach o układach sprzężonych.